# Химна Казахстана
Мој Казахстан (каз. Menıŋ Qazaqstanym) је државна химна Републике Казахстан од јануара 2006.

## Химна од 1992. до 2006.
Почетком 1992. год. објављен је конкурс за музику и текст нове химне Републике Казахстан. У изборну комисију је стигло око 750 предлога. Током расправа јавност је исказала да треба сачувати музику химне Казашке ССР. Било је четири победника. Тројица од њих: Музафар Алимбајев (каз. Mūzafar Älımbaev), Туманбај Молдагалијев (каз. Tūmanbai Moldağaliev), Кадир Мирзалијев (каз. Qadyr Myrza Älı) били су познати песници средње генерације. Четврта је била песникиња Жадира Дарибајева. Музика је остала иста.
9. маја 2000. била је церемонија полагања венаца на споменик војницима после које је председник државе Нурсултан Назарбајев изјавио да се химна мора изменити и поручио председнику Мажилиса Жармахану Тујакбају. За неколико недеља изасланик Мажилиса Нурбах Рустемов је покренуо иницијативу да се у програм дана Мажилиса унесе пројекат закона «О измени химне Казахстана» на стихове Назарбајева. Пројекат је прихваћен у пазматрање, али после низа публикација у листовима доказала се чињеница да је плагијат — текст «Qazağym menıŋ», штампан у издаваштву «Ana tılı» 1998. са Назарбајевим као аутором, разликовао се само насловом од текста «Elım menıŋ» објављеног у листу «Egemen Qazaqstan» 1996. са Туманбајем Молдагалијевим као аутором. 28. јуна 2001. председник је послао на заседање два дома парламента писмо с молбом за скидање са дневног реда, што су посланици једногласно изабрали.

### Текст
| На казашком | На руском |
| --- | --- |
| Jaralğan namystan qaharman halyqpyz, Azattyq jolynda jalyndal janyppyz. Tağdyrdyŋ tezınen, tozaqtyn özınen Aman-sau qalyppyz, aman-sau qalyppyz. | Мы — народ доблестный, дети чести, На пути к свободе жертвовали всем. Из тисков-испытаний судьбы, из адских огней Вышли победителями, мы уцелел.                                                                             |
| Erkındık qyrany şaryqta, Eldıkke şaqyryp tırlıkte! Alyptyŋ quaty — halyqta, Halyqtyŋ quaty — bırlıkte!                                           | Пари ввысь, орёл свободы, Призывая к единению! Сила-мощь героя — в народе, Сила-мощь народа — в сплочённости! |
| Ardaqtap anasyn, qūrmettep danasyn, Bauyrğa basqanbyz barşanyŋ balasyn. Tatulyq, dostyqtyŋ kielı besıgı — Meiırban Ūly Otan, qazaqtyŋ dalasy!    | Уважая матерей, чтя гениев народа, В годину лихолетья мы распахнули свои объятия всем. Казахская степь — любимая Родина. Святая колыбель дружбы и солидарности.                                                              |
| Talaidy ötkerdık, ötkenge salauat, Keleşek ğajaiıp, keleşek ğalamat! Ar-ojdan, ana tıl, önege — saltymyz, Erlık te, eldık te ūrpaqqa amanat!     | Мы многое пережили. Пусть прошлое послужит уроком. Верим мы в светлое, прекрасное будущее. Всё самое святое: честь, достоинство, родная речь, Традиция, мужество и державность — Мы передаём, как наказ, будущему поколению! |

## Химна од 2006.
Од 7. јануара 2006. химна Републике Казахстан је постала «Мој Казахстан» (Menıŋ Qazaqstanym) — популарна песма написана још 1956, у коју су унете измене да би одговарала статусу државне химне. Пошто је измене у текст унео председник Републике Казахстан Нурсултан Назарбајев он се сматра коаутором текста.
Такође су измењена правила пслушања химне. Сада при извођењу химне на званичним церемонијама присутни морају да устану и да принесу десну шаку левој страни груди.
Музику је написао композитор Шамши Калдајаков на речи Жумекена Нажимеденова (1956) и Нурсултана Назарбајева (2005)

### Текст
| На казашком                                                                                                 | На руском |
| --- | --- |
| Altyn kün aspany, Altyn dän dalasy, Erlıktıŋ dastany — Elıme qaraşy!                                        | В её небе золотое солнце, В её степях золотое зерно. Она поэма мужеству, Гляди, это — моя родина!                           |
| Ejelden er degen, Daŋqymyz şyqty ğoi, Namysyn bermegen, Qazağym myqty ğoi!                                  | В седой древности Родилась наша слава, Горд и силен Мой казахский народ!                                                    |
| Menıŋ elım, menıŋ elım, Gülıŋ bolyp, egılemın Jyryŋ bolyp tögılemın, elım! Tuğan jerım menıŋ — Qazaqstanym! | О, мой народ! О, моя родина! Я твой цветок, взращённый тобой. Я песня, звенящая на твоих устах, Родина моя — мой Казахстан! |
| Ūrpaqqa jol aşqan, Keŋ baitaq jerım bar. Bırlıgı jarasqan, Täuelsız elım bar.                               | У меня простор неоглядный И дорога, открытая в будущее. У меня независимый, Сплочённый, единый народ.                       |
| Qarsy alğan uaqytty, Mäŋgılık dosyndai. Bızdıŋ el baqytty, Bızdıŋ el osyndai!                               | Как извечного друга Встречает новое время Наша счастливая страна, Наш народ!                                                |

## Инциденти с химном
- 2011. на светском првенству у тешкој атлетици у Паризу приликом доделе медаља казашкој спортисткињи Зулфији Чиншанло организатори су помешали химне и пустили стару.[2]
- У Костанајској области уместо химне пустили су песму Livin' La Vida Loca, Рикија Мартина. Блогер Стас Давидов је прегледао Јутјуб и назвао химну увредљивом речју. На крају Стас је затражио опроштај, притом поново користећи исту ту реч. Човека који је грешком пустио Рикија Мартина су отпустили.
- У Кувајту на додели медаља казашкој спортисткињи Марији Дмитријенко свирала је „химна” из филма Борат. Министарство спољних послова Казахстана је затражило истрагу.[3].